# Рассел, Фрэнсис, 2-й граф Бедфорд
Фрэнсис Рассел (англ. Francis Russell; приблизительно 1527 — 28 июля 1585) — английский аристократ, 2-й барон Рассел с 1553 года и 2-й граф Бедфорд с 1555 года, рыцарь Бани, кавалер ордена Подвязки, член Тайного совета, лорд-лейтенант Корнуолла, Девона и Дорсета в 1584—1585 годах. Считался одним из наиболее влиятельных членов Палаты лордов эпохи Елизаветы I.

## Биография

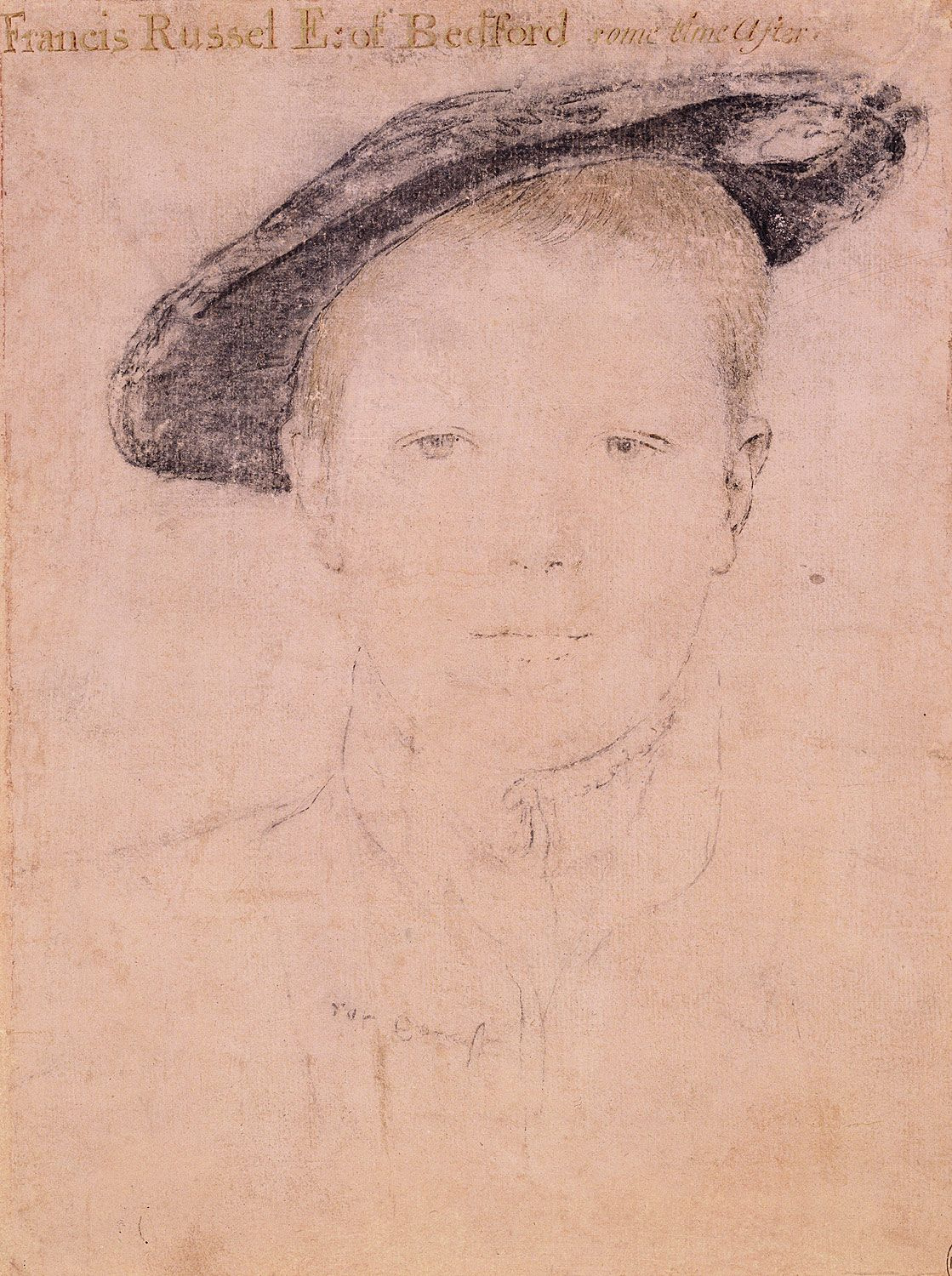
Фрэнсис Рассел в детстве, Ганс Гольбейн-младший, рисунок в Королевской коллекции

Фрэнсис Рассел родился приблизительно в 1527 году и стал единственным сыном сэра Джона Рассела и его жены Энн Сэпкот. Сэр Джон, принадлежавший к незнатному дворянству, сделал блестящую карьеру на службе короне: он занял ряд видных должностей, получил титулы барона Рассела (1539) и графа Бедфорда (1550). Фрэнсис получил образование в Кингс-Холле в Кембридже, Ганс Гольбейн создал его детский портрет. В 1544 году Расселы вместе участвовали в континентальном походе против французов. От отца Фрэнсис получил ренту 200 фунтов стерлингов в год.
В 1545 Рассел стал членом Палаты общин как депутат от Бакингемшира, а в 1547 году был переизбран. Король Эдуард VI посвятил его в рыцари Бани, назначил верховным шерифом Бедфордшира и Бакингемшира (1549). Когда Джон Рассел получил титул графа Бедфорда, право сэра Фрэнсиса заседать в нижней палате было подтверждено специальным постановлением (1550). С этого момента он был известен как лорд Рассел. 1 марта 1553 года, ещё при жизни отца, сэр Фрэнсис перешёл в Палату лордов как барон Рассел.
Фрэнсис Рассел был сторонником Реформации. В 1553 году он поддержал притязания на престол Джейн Грей, из-за чего на время оказался в тюрьме и потерял место в Палате лордов. После смерти отца в 1555 году сэр Фрэнсис унаследовал графский титул и обширные семейные владения. Он предпринял путешествие по континенту до Неаполя, на обратном пути в 1557 году возглавил английский контингент, сражавшийся с французами при Сен-Кантене. С 1558 года Рассел заседал в Палате лордов, являясь одним из наиболее влиятельных и заметных её членов.
После восшествия на престол Елизаветы I (1558) граф Бедфорд стал членом Тайного совета, кавалером ордена Подвязки, он выполнял дипломатические миссии при дворах Франции и Шотландии. В 1564—1567 годах сэр Фрэнсис был губернатором Бервика и хранителем шотландских марок. Он представлял Елизавету на крещении принца Якова 17 декабря 1566 года в замке Стерлинг. В 1572 году Рассел был в числе судей, приговоривших к смерти Томаса Говарда, 4-го герцога Норфолка.
В 1576 году граф стал президентом Совета Уэльса. В 1581 году он был в числе уполномоченных по организации брака между Елизаветой I и братом французского короля Франсуа Анжуйским, в 1584 - 1585 годах занимал пост лорда-лейтенанта в Корнуолле, Девоне и Дорсете. Сэр Фрэнсис умер в Лондоне в 1585 году.

## Семья
Первой женой Фрэнсиса Рассела была Маргарет Сент-Джон, вдова сэра Джона Гоствика, дочь сэра Джона Сент-Джона (правнука Маргарет Бошан из Блетсо) и Маргарет Уолдегрейв. В этом браке родились четыре сына и три дочери:
- Энн (1548—1603), жена Амброуза Дадли, 3-го графа Уорика[7];
- Генри, лорд Рассел (1551—1572)[7];
- Джон, лорд Рассел (приблизительно 1553—1584), женившийся на Элизабет Хоби[англ.], вдове сэра Томаса Хоби[англ.] и дочери сэра Энтони Кука, отец Фрэнсиса, умершего молодым, и двух дочерей, в том числе Энн, жены Генри Сомерсета, 1-го маркиза Вустера[8];
- Фрэнсис, лорд Рассел (приблизительно 1554—1585)[9], отец Эдварда, 3-го графа Бедфорда[7];
- Уильям (приблизительно 1557—1613), 1-й барон Рассел из Торнхау, отец Фрэнсиса, 4-го графа Бедфорда[7];
- Элизабет (умерла в 1605), жена Уильяма Буршье, 3-го графа Бата[7];
- Маргарет[англ.] (1560—1616), жена Джорджа Клиффорда, 3-го графа Камберленда[7].

Леди Бедфорд умерла 27 августа 1562 года. Граф 25 июня 1566 года женился на Бриджит Меннерс, дочери Джона Хасси, 1-го барона Хасси Слифорда, и Энн Грей, вдове сэра Ричарда Моррисона из Кассиосбери, и Генри Меннерса, 2-го графа Ратленда.